# ديف بوكانان (لاعب كرة قدم كندية)
ديف بوكانان (بالإنجليزية: Dave Buchanan)‏ هو لاعب كرة قدم كندية أمريكي، ولد في 23 أبريل 1948 في باسادينا في الولايات المتحدة.